# Gardnerycteris crenulatum
Gardnerycteris crenulatum är en fladdermusart som först beskrevs av E. Geoffroy 1810.  Gardnerycteris crenulatum ingick en längre tid i släktet Mimon och familjen bladnäsor. Inga underarter finns listade i Catalogue of Life. Wilson & Reeder (2005) skiljer mellan fyra underarter. En taxonomisk studie flyttade arten året 2014 tillsammans med Gardnerycteris koepckeae till släktet Gardnerycteris.

## Utseende
Individerna når en absolut längd av 80 till 91 mm, inklusive en 21 till 27 mm lång svans. Underarterna är 48 till 52 mm långa, bakfötternas längd är 10 till 14 mm, öronen är 24 till 28m m stora och vikten varierar mellan 12 och 16 g. Huvudet kännetecknas av spetsiga öron och av en stor hudflik på näsan (bladet). Den har en grundform som liknar en hästsko samt en övre del som påminner om ett långt spjut. Ryggen är täckt av svartaktig päls och på undersidan förekommer grå päls. Det finns en ljus strimma på ryggens mitt. Artens svans är helt inbäddad i den breda svansflyghuden.

## Utbredning
Arten lever i Central- och Sydamerika från södra Mexiko till centrala Bolivia och centrala Brasilien. Habitatet utgörs av lövfällande skogar, städsegröna skogar och av landskapet Cerradon. Gardnerycteris crenulatum besöker även odlade regioner. Den vistas i låglandet och i kulliga områden upp till 600 meter över havet.

## Ekologi
Individerna vilar i trädens håligheter, i byggnader, under trädstubbar eller i liknande gömställen. Vanligen vilar en mindre flock tillsammans. Arten jagar insekter, andra ryggradslösa djur och mindre ryggradsdjur som ödlor. Vid olika studier fångades ofta en hane och en hona samtidig med samma nät. Därför antas att de bildar ett par vid födosöket. Antagligen sker parningen så att ungen föds vid slutet av den torra perioden eller i början av regntiden.

## Hot
Regionalt påverkas beståndet av landskapsförändringar. I lämpliga habitat är arten talrik. IUCN kategoriserar arten globalt som livskraftig.

## Bildgalleri

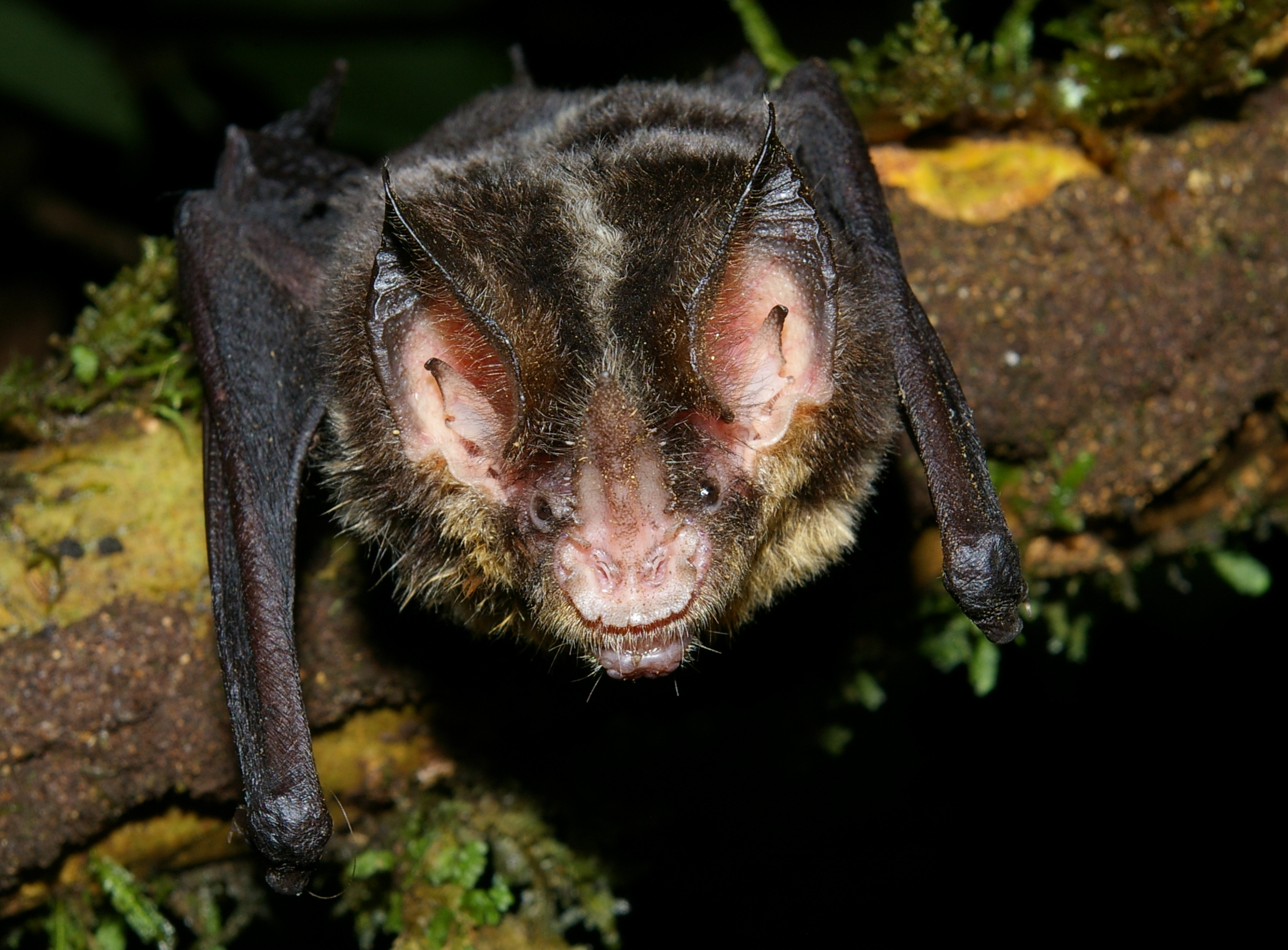
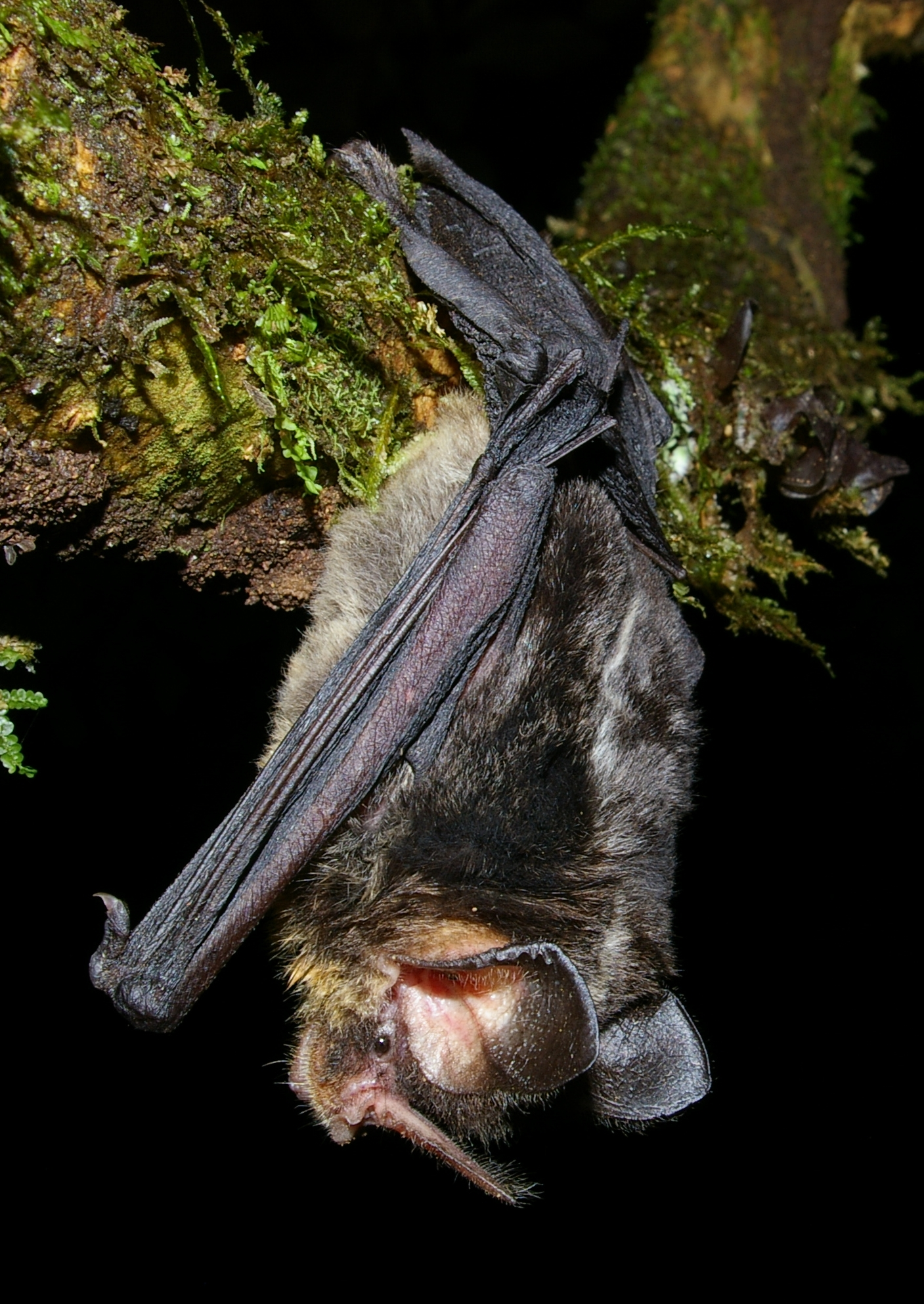